# Relaciones Chile-Venezuela
Las relaciones Chile-Venezuela son las relaciones internacionales entre la República de Chile y la República Bolivariana de Venezuela. Ambos países de Sudamérica pertenecen a la Asociación Latinoamericana de Integración, Comunidad de Estados Latinoamericanos y Caribeños, las Naciones Unidas, la Organización de Estados Americanos, Organización de Estados Iberoamericanos para la Educación, la Ciencia y la Cultura.

## Historia

### SigloXIX
Ambos países comparten nexos históricos al haber pertenecido ambos al Imperio español, siendo administrados de manera separada a través de las Capitanía General de Chile y la Capitanía General de Venezuela. 
En 1659 Fray Alonso Briceno, clerigo franciscano oriundo de Santiago de Chile, siendo obispo de Nicaragua fue trasladado a la provincia de Venezuela para tomar posesión de la  diócesis de Caracas. Al reusarse permanecio en Trujillo donde se dedico a la filosofia hasta su muerte el 15 de noviembre de 1668.
El clérigo chileno José Cortés de Madariaga es considerado por los historiadores venezolanos como un hijo de Venezuela por su extraordinaria labor al servicio de la libertad y la causa de la emancipación. En 1803 fue investido como  Canónigo de merced de la Catedral de Caracas; escritor, orador y político, fue una de las figuras principales de la revolución del 19 de abril de 1810.  En 1818 el coronel Juan Paz del Castillo en Chile se une al ejército del Sur al mando del general José de San Martín; donde participó en la Batalla de Maipú formando parte del Estado Mayor, y luego en la Segunda campaña al sur de Chile en 1819.
El 21 de octubre de 1822 se suscribió el primer tratado que formalizó las relaciones bilaterales entre las recientemente independientes repúblicas de Chile y la Gran Colombia, de la cual formaba parte Venezuela, el Tratado de Amistad, Liga y Confederación, por el cual ambas naciones acordaron unirse para sostener su independencia, respetando sus respectivas soberanías. En 1829 fue contratado por el gobierno chileno, el polímata venezolano Andrés Bello, quien realizó en Chile una fundamental labor cultural, jurídica y académica, lo que creó un vínculo trascendental entre las dos naciones. Bello fue el principal impulsor y redactor del Código Civil de Chile, una de las obras jurídicas americanas más novedosas e influyentes de su época, y fue el primer rector de la Universidad de Chile, cargo que desempeñó por más de dos décadas.
El filósofo Simón Rodríguez, maestro del libertador Simón Bolívar y  precursor del pensamiento republicano latinoamericano, residió en Concepción y Valparaíso entre los años 1833 y 1840 donde trató de implantar su novedoso modelo educativo y publicó algunas de sus obras. Luis López Méndez, diplomático venezolano llamado El Libertador del Libertador residió exiliado en territorio chileno donde murió en Casablanca en 1841. Sus restos no han podido ser localizados. En la Plaza Mayor de Casablanca se colocó en 1970 un monumento recordatorio de López Méndez, que en Inglaterra cumplió la misión de búsqueda de legionarios, armas y equipos para aumentar la capacidad bélica necesaria para el éxito de las operaciones militares emancipadoras de América del Sur.
Durante la guerra con Chile, la Confederación Argentina y los restauradores peruanos, el general venezolano al servicio del Perú, José Trinidad Morán, dirigió una audaz expedición sobre costas chilenas en la cual capturó las islas Juan Fernández, hostilizó el puerto de Talcahuano y capturó dos mercantes. A su regreso a Lima en diciembre de 1837 fue homenajeado por el protector Santa Cruz. Desconocido el Tratado de Paucarpata por el gobierno chileno y reiniciadas las hostilidades, el general Morán hizo la campaña de Yungay, donde combatió con distinción en el puente sobre el río Buin y finalmente en la batalla de Yungay en la que los restauradores chileno-peruanos obtuvieron una victoria decisiva que significó la caída de la Confederación.
Formalmente, ambos países establecieron relaciones diplomáticas en 1858. En 1860, Venezuela designó a Diego Sutil como cónsul en Copiapó, mientras que Chile designó a José María Rojas Espaillat como cónsul en Caracas el mismo año. En 1865, Manuel Antonio Matta asumió como encargado de negocios en Caracas, y al año siguiente, Chile nombró como cónsules a Bernardo Casanova en Maracaibo y a Andrés Jesús Montes en Ciudad Bolívar. Durante la guerra del Pacífico, el gobierno venezolano se mantuvo al margen de apoyar a uno u otro bando, pero el Congreso de Venezuela declaró, en 1881, que «En nombre del gran Bolívar, libertador del Perú y de Bolivia, protestamos solemnemente contra la inicua y escandalosa ocupación de que han sido víctimas»
El empresario venezolano Evaristo Soublette asumió como Gran Maestro de la Logia Masónica de Chile en 1877. Durante la guerra del Pacífico se envió una circular a todas las logias para recoger erogaciones destinadas a aliviar los penurias de los caídos y ayudar a los huérfanos de la guerra. Durante la ocupación de Lima, fue cofundador de la Gran Logia del Perú, en mayo de 1882.

### SigloXX

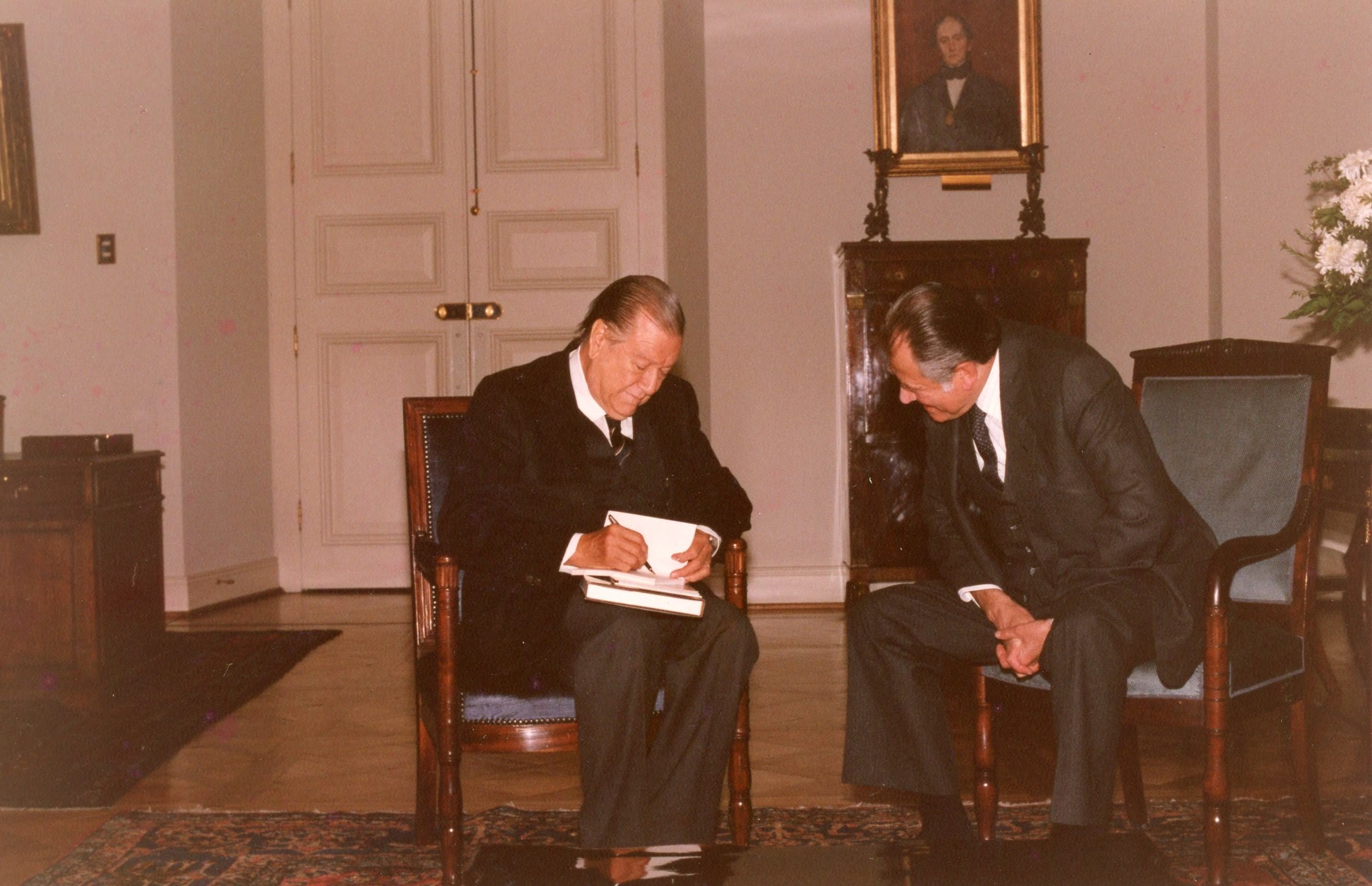
El expresidente y senador vitalicio venezolano Rafael Caldera durante una visita al presidente chileno Patricio Aylwin. Palacio de La Moneda, Santiago de Chile, 4 de septiembre de 1990.

Chile estableció una legación residente en Caracas el 29 de enero de 1913, mientras que Venezuela hizo lo propio el 24 de marzo de 1923 en Santiago. Ambas representaciones diplomáticas fueron elevadas a la categoría de embajadas el 30 de abril de 1943.
El coronel chileno Samuel Mc Gill fue invitado en 1904 por el gobierno del general Cipriano Castro a Caracas, siendo nombrado cónsul general de Venezuela en Panamá hasta 1908. Por iniciativa del general Félix Galavís, inspector general del Ejército, con la aprobación del presidente Juan Vicente Gómez, deciden en 1910 la creación de la Academia Militar de Venezuela, contando con la dirección del coronel Mc Gill. Durante 4 años consecutivos Mc Gill ocupó el cargo, donde trató de imponer el modelo prusiano al ejército nacional. Equipó los componentes con uniformes, armamento y embarcaciones adecuadas y actualizadas; redactó reglamentos, hizo orientaciones, métodos y órdenes de apresto operacional. Se retiró de sus actividades pedagógicas en 1914, por desavenencias con el gobierno del general Gómez. En Venezuela en 1921 tuvo el cargo de cónsul general de Chile, hasta 1927; cuando fue expulsado y acusado de participar en la insurrección del 7 de abril de 1928.
En 1936, el ministro de Instrucción Pública Caracciolo Parra Pérez decidió contratar a pedagogos chilenos en las áreas de educación primaria, secundaria y educación física, prestando apoyo a la formación del profesorado nacional. Encargado de esta iniciativa estaba el escritor Mariano Picón Salas, intendente de Educación, debido a su familiaridad y experiencia en Chile donde realizó estudios y fue docente. Mientras que en Santiago de Chile el profesor Oscar Vera se encargó de seleccionar a los profesores que prestarán servicio en el país entre los cuales se destacaban Manuel Mandujano, Humberto Parodi, Eugenio González Rojas, Horacio Aravena, Daniel Navea, Armando Lira, Oscar Marín y otras figuras chilenas de probada competencia, en el manejo de diversas disciplinas pedagógicas. La Misión Académica Chilena llega a Venezuela el 30 de abril de 1936. No obstante, sufrirá un fuerte rechazo del sector conservador, publicaciones de la época como La Esfera y La Religión se dedicaron a difamar y atacar tanto a la Misión como el profesorado que formaba parte, acusándolos de ateos, marxistas, socialistas, y revoltosos.[cita requerida] En defensa de la iniciativa oficial tomaron posición «El Heraldo» y «Ahora» y la Federación de Maestros de Venezuela. En 1937 llegaría la Segunda Misión Chilena.
En 1952 el Congreso Nacional de Chile realizó el primer reclamo contra la dictadura militar en Venezuela. El 19 de noviembre de 1957 el gobierno chileno rompió relaciones diplomáticos de Venezuela, explicando como motivo el arresto del agregado civil de la embajada de Chile, el capitán Jorge Basulto, por agentes de la Dirección de Seguridad Nacional.
En el año 1971, la comunidad chilena radicada en Venezuela alcanzaba unas 3 mil personas. Tras el Golpe Militar y la instauración de la dictadura en 1973, la cifra alcanzó las 24 mil personas en 1980. El 12 de septiembre de 1973, el Congreso de la República de Venezuela expresó su repudio al «golpe cuartelario consumado contra el gobierno constitucional del Presidente Salvador Allende». Venezuela fue uno de los principales destinos de los exiliados de la dictadura de Pinochet, recibiendo a cerca de 80 mil chilenos. Diego Arria fue enviado a Chile en 1974 para negociar con la dictadura chilena la liberación del exministro de Salvador Allende, Orlando Letelier, misión que fue exitosa. En 1986, como consecuencia del incendio de la Torre Cemica, edificio en el que se encontraba la Embajada de Chile en Venezuela, falleció el jefe de la representación diplomática, Carlos de Costa Nora.
Tras el retorno a la democracia en Chile, el 10 de octubre de 1990, ambos países suscribieron en Caracas un memorándum de entendimiento para el establecimiento de un mecanismo permanente de consultas políticas, así como una comisión mixta de integración e intercambio cultural. Entre 1993 y 1994, ambos países suscribieron un acuerdo de complementación económica, que estableció el desgravamen de algunos productos y la promoción y protección mutua de inversiones, y un acuerdo para evitar la doble tributación. El 24 de noviembre de 1994 entró en vigor el Acuerdo sobre Prevención, Control, Fiscalización y Represión del Consumo Indebido y Tráfico Ilícito de Estupefacientes y Sustancias Sicotrópicas entre Chile y Venezuela.

### SigloXXI

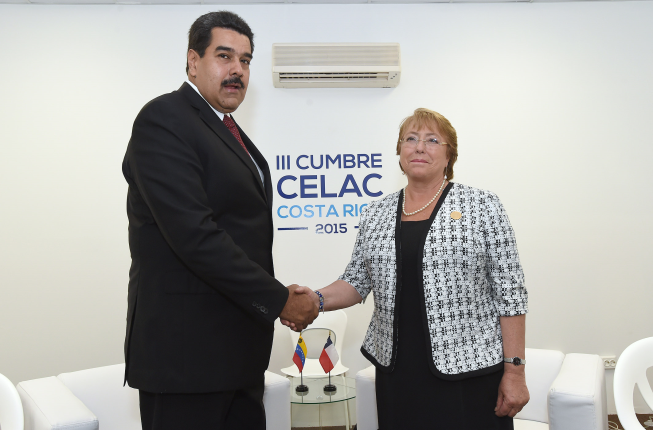
Reunión bilateral entre los presidentes de Venezuela y Chile, Nicolás Maduro y Michelle Bachelet, durante la III Cumbre de la CELAC, en enero de 2015.

Respecto a las diferentes crisis que ha vivido Venezuela en lo que va del siglo XXI, el gobierno chileno ha llamado a la negociación entre el gobierno y la oposición, rechazando la injerencia externa en la resolución del conflicto, pero llamando al gobierno venezolano a que se respete el orden democrático constitucional, en el marco de un Estado de Derecho.
Sobre el proceso eleccionario para la conformación de la Asamblea Nacional Constituyente de Venezuela de 2017, el gobierno chileno comunicó su «profunda decepción» por la «decisión ilegítima» de llevar a cabo dicho proceso «sin las más mínimas garantías para una votación universal y democrática, ni cumplir con los requisitos establecidos en la propia Constitución de ese país», agregando su «firme condena» a la escalada de violencia existente en el país, que incluso llevó a Chile a acoger a cinco dirigentes de oposición que han solicitado la protección de la embajada en Caracas entre julio y agosto de 2017, y a participar de una cumbre extraordinaria de cancilleres americanos en Lima, donde se efectuó una declaración condenando una «ruptura democrática» en Venezuela y desconociendo la Asamblea Constituyente. Como respuesta, el país caribeño protestó ante embajadores de dichos países, incluyendo el chileno.

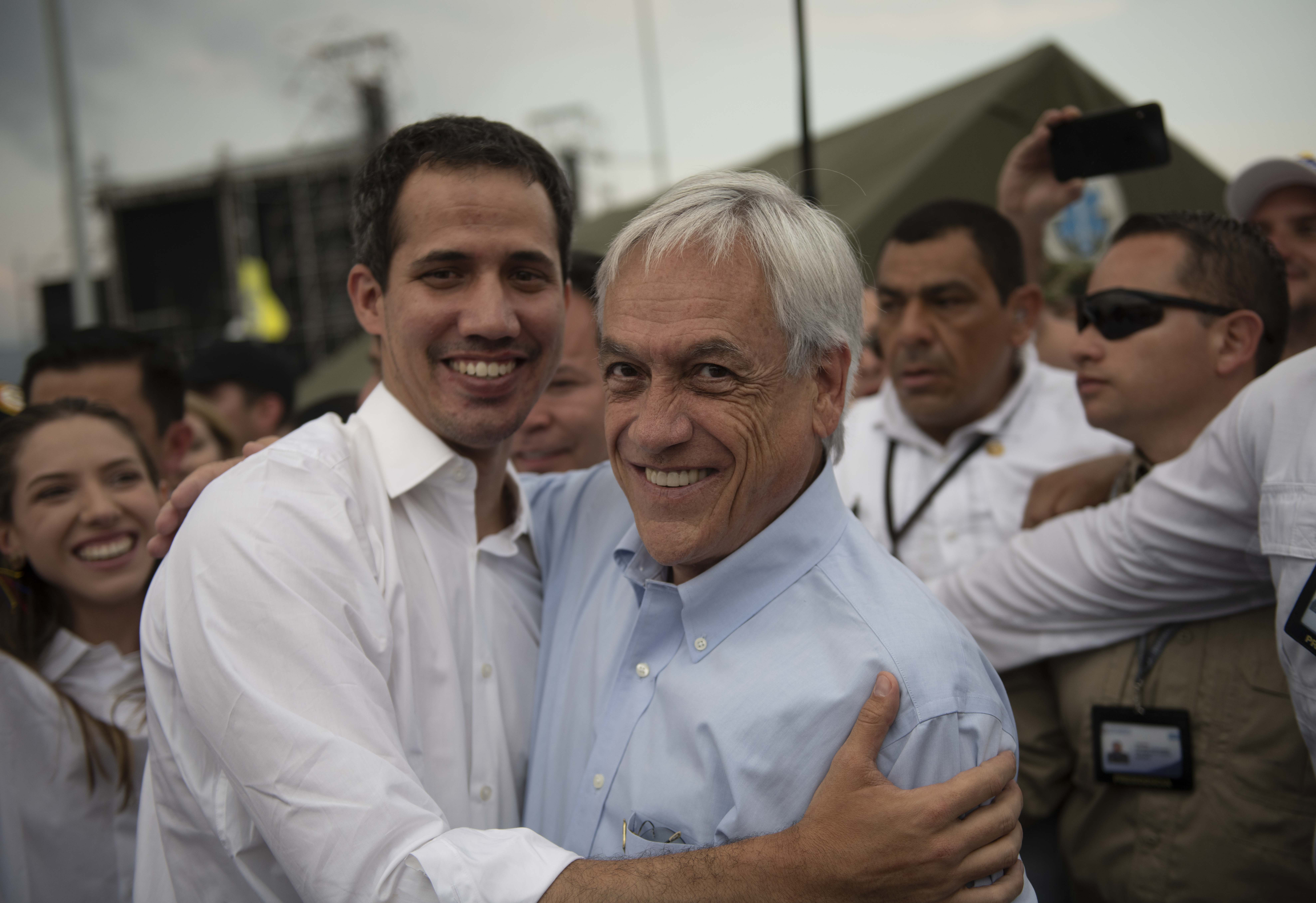
Juan Guaidó y Sebastián Piñera en Cúcuta, Colombia, cerca de la frontera con Venezuela, el 22 de febrero de 2019.

Desde el año 2014, la migración venezolana en Chile ha aumentado de forma explosiva, estimándose unos 70 mil venezolanos residentes en 2017.
A inicios de 2019, el gobierno chileno afirmaba no reconocer al gobierno de Nicolás Maduro tras su reelección, pero sin cortar oficialmente las relaciones diplomáticas, las que se mantuvieron «de Estado a Estado», según lo indicado por el entonces canciller chileno Roberto Ampuero. Así, el gobierno de Sebastián Piñera no nombró un nuevo embajador en Caracas para reemplazar a Pedro Ramírez Ceballos. El presidente Piñera señalaba en septiembre de 2019 que la posición del Gobierno de Chile es que Juan Guaidó era el presidente legítimo de Venezuela.Tras años de vacancia del cargo, el presidente chileno Gabriel Boric nombró como embajador residente en Caracas, el exsenador socialista y exembajador en Brasil Jaime Gazmuri en 2023.

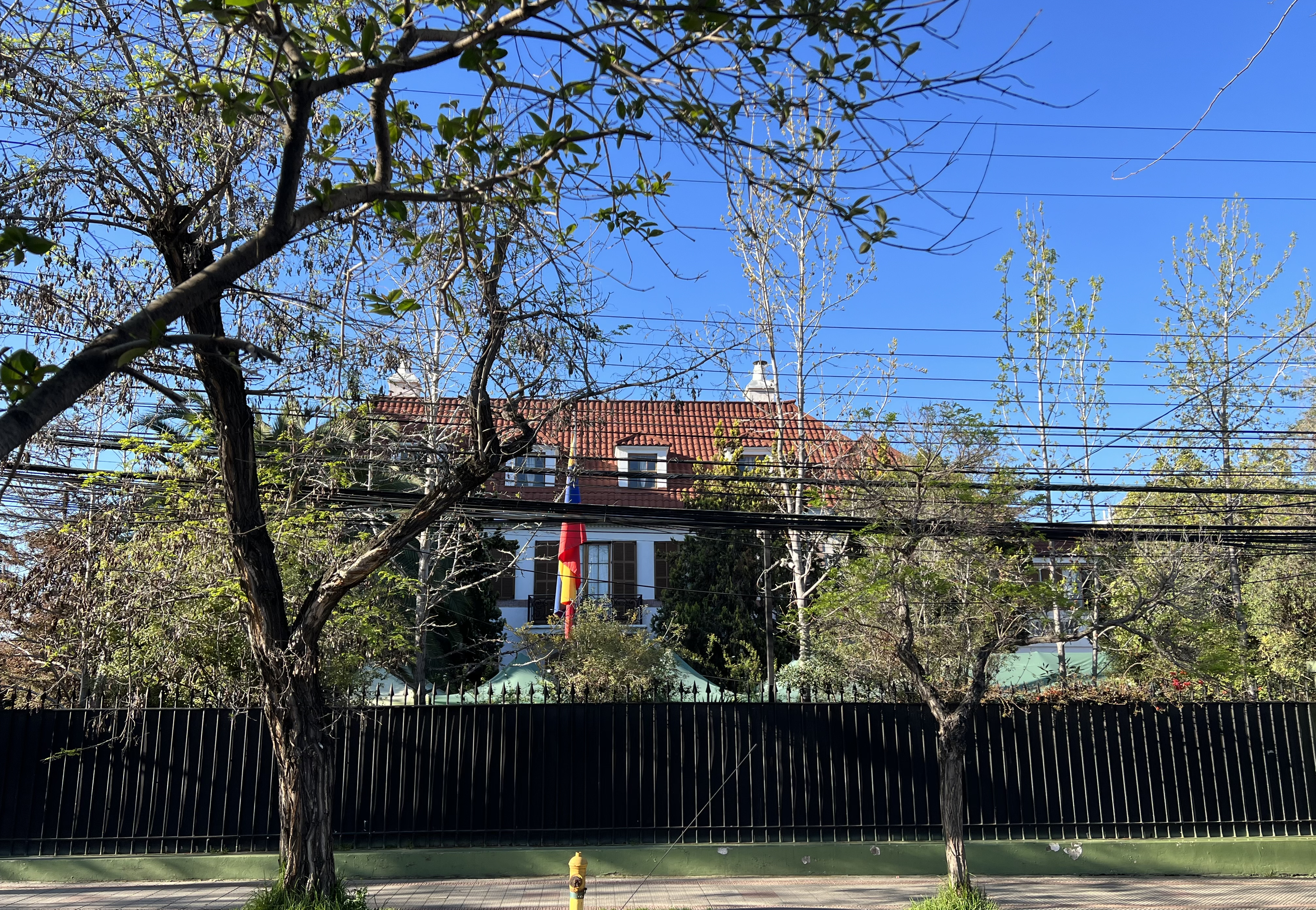
Antigua embajada de Venezuela en Santiago de Chile.

El 11 de abril de 2024 el presidente de Chile, Gabriel Boric, llamó a consulta al embajador de Chile en Venezuela, Jaime Gazmuri, luego de que el canciller Yván Gil desconociera la existencia del Tren de Aragua durante una entrevista con el canciller colombiano Luis Gilberto Murillo en la ciudad de Cúcuta el 8 de abril.El 29 de julio de 2024, Venezuela anunció la expulsión del embajador de Chile en Venezuela por no reconocer a Nicolás Maduro como ganador de las elecciones presidenciales. La ministra del Interior de Chile, Carolina Tohá, respondió que el gobierno chileno consideraba «vergonzoso e incomprensible lo definido por el gobierno venezolano demandando la salida de nuestros funcionarios diplomáticos en ese país y a su vez ordenando que los funcionarios de ellos que están acreditados en Chile también se retiren», y que con dicha decisión, el gobierno venezolano «deja en abandono a los más de 700.000 venezolanos y venezolanas que viven actualmente en Chile».  El 31 de enero de 2025 el gobierno venezolano exigió el cierre de los consulados chilenos en Caracas y Puerto Ordaz.

## Visitas oficiales
En octubre de 1990, el presidente chileno Patricio Aylwin realizó una visita de Estado a Venezuela, ocasión en que se suscribieron convenios políticos, culturales y técnico-científicos. Posteriormente, en agosto de 2001, el mandatario venezolano Hugo Chávez realizó una visita oficial a Chile, oportunidad en la que se firmó un convenio de seguridad social. Cuatro años más tarde, el presidente chileno Ricardo Lagos realizó una visita de Estado a Venezuela, donde firmó junto al presidente Chávez un acuerdo de cooperación en materias energéticas, científicas y tecnológicas. En 2006, Chávez asistió a la transmisión del mando presidencial en Chile, donde asumió Michelle Bachelet.
En abril de 2007, con motivo de la I Cumbre Energética de la Comunidad Sudamericana de Naciones, se llevó a cabo la visita oficial a Venezuela de la presidenta de Chile Michelle Bachelet, ocasión en la cual firmó con el presidente Hugo Chávez una declaración conjunta sobre diversas materias de interés mutuo. En enero del año 2013, el vicepresidente venezolano Nicolás Maduro participó en la I Cumbre de la CELAC y la Cumbre CELAC-UE, ambas realizadas en Santiago de Chile.

## Relaciones comerciales
En 2021, el intercambio comercial entre ambos países ascendió a los 95,2 millones de dólares estadounidenses. Los principales productos exportados por Chile fueron granos de avena,. purés y jugos de tomate y uvas secas, mientras que aquellos exportados principalmente por Venezuela fueron urea, algas y carbono.
Asimismo, el envío de remesas desde Chile a Venezuela ha aumentado en la medida proporcional del arribo de inmigrantes, siendo por ejemplo, el destino del 30% del total de los envíos de dinero desde territorio chileno al exterior mediante transferencia electrónica de fondos para estos propósitos en 2020, al ser Chile además el país más bancarizado de América Latina en esta modalidad bancaria.